# Tomba di Stile Orientalizzante
La Tomba di Stile Orientalizzante  (littéralement « tombe en style orientalisant »)  est une tombe étrusque localisée près de la ville de Chiusi, dans la province de Sienne en Toscane, à la limite de l'Ombrie dans la nécropole de Poggio Renzo.

## Description
La Tomba di Stile Orientalizzante constitue une des tombes a camera les plus anciennes et est datée de l'an 600 a. J.-C.. Les fresques étaient réalisées par application directe de la peinture sur le tuf après traçage des scènes.
Les peintures, qui étaient visibles au XIXe siècle, ont toutes disparu.
On sait néanmoins que l'artiste avait représenté une série d'animaux dans un style orientalisant, d'après le goût éclectique  gréco-italique de l'époque.

## Sources
- (it) Cet article est partiellement ou en totalité issu de l’article de Wikipédia en italien intitulé « Tomba di Stile Orientalizzante » (voir la liste des auteurs).